# Куличиний Північний (острів, Київ)
Острів Куличиний Північний - малий острів на північний-захід від острова Тополевий у Голосіївському районі м. Києва, географічні координати: 50.360509, 30.575802, площа 0,15 га.

## Формування
Куличиний Північний - молодий острів, на детальній мапі 1960 р. він не показаний. Острів є результатом відкладення матеріалу довгої мілини між півостровом Гострий та колишньою верхівкою острова Чернечий – пізнішим островом Тополевий. На лоції 1982 р. ця мілина показана у вигляді видовженого острівця. На мапі 1992 р. цей острівець вже розмитий на дрібніші острівці.  На фрагменті детального плану території Києва 1990-х рр.  на північний-захід від острова Тополевого зазначено низку малих острівців - результатів розмиву. Сучасний Куличиний Північний утворився з головної частини цієї розмитої мілини і розташований поблизу входу до Галерної затоки.

## Природа
Верхівка острова вкрита заростями білої верби, навколо острова розвинена щільна прибережно-водна, а в прибережних водах - водна рослинність.

## Охорона
Острів включений  до заповідної зони регіонального ландшафтного парку «Дніпровські острови». Острів має увійти до заповідної зони національного природного парку «Дніпровські острови».